# Canthon femoralis
Canthon femoralis là một loài bọ cánh cứng trong họ Bọ hung (Scarabaeidae).